# باشگاه فوتبال اوست تاون
باشگاه فوتبال اوست تاون (به انگلیسی: Ossett Town Football Club) یک باشگاه فوتبال در شهر اوست، کشور انگلستان است که در سال ۱۹۳۶ میلادی تأسیس شده‌است.